# Opere di Giovanni Boccaccio

## Opere della giovinezza
Le opere della giovinezza di Giovanni Boccaccio riguardano il periodo compreso tra il 1333 e il 1346.
Tra le sue prime opere del periodo napoletano vengono ricordate: Caccia di Diana (1334 circa), Filostrato (1335), il Filocolo (1336-38), Teseida (1339-41). Tra le opere scritte durante la sua permanenza nella borghese Firenze emergono La Comedia delle Ninfe fiorentine (o Ninfale d'Ameto) del 1341-1342, L'Amorosa visione (1342-1343), la Elegia di Madonna Fiammetta (1343-1344) e il Ninfale fiesolano (1344-1346).

### Caccia di Diana(1333-1334)
La Caccia di Diana è un poemetto di 18 canti in terzine dantesche che celebra in chiave mitologica alcune gentildonne napoletane antecedente al 1334. Le ninfe, seguaci della casta Diana, si ribellano alla dea e offrono le loro prede di caccia a Venere, che trasforma gli animali in bellissimi uomini. Tra questi vi è anche il giovane Boccaccio che, grazie all'amore, diviene un uomo pieno di virtù: il poemetto propone, dunque, la concezione cortese e stilnovistica dell'amore che ingentilisce e nobilita l'essere umano.

### Filostrato(1335)

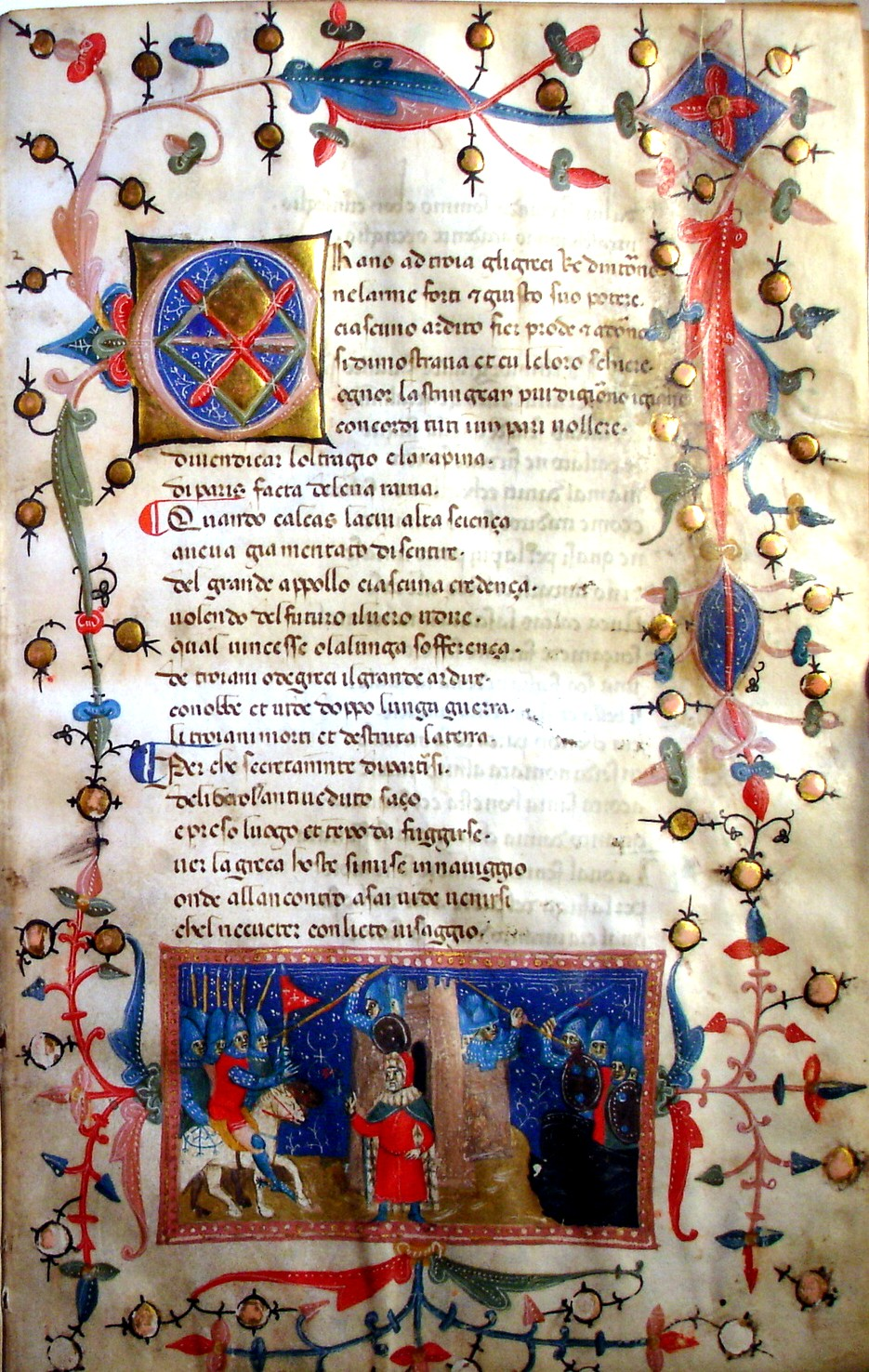
Codice riportante un passo del Filostrato. Codex Christianei, conservato nella Bibliotheca Gymnasii Altonani (Amburgo)

Il Filostrato (che alla lettera dovrebbe significare nel greco approssimativo del Boccaccio «vinto d'amore») è un poemetto scritto in ottave che narra la tragica storia di Troilo, figlio del re di Troia Priamo, che si era innamorato della principessa greca Criseide. La donna, in seguito a uno scambio di prigionieri, torna al campo greco, e dimentica Troilo. Quando Criseide in seguito s'innamora di Diomede, Troilo si dispera e va incontro alla morte per mano di Achille. Nell'opera l'autore si confronta in maniera diretta con la precedente tradizione dei «cantari», fissando i parametri per un nuovo tipo di ottava essenziale per tutta la letteratura italiana fino al Seicento. Il linguaggio adottato è difficile e altolocato, a differenza di quello presente nel Filocolo, in cui è molto sovrabbondante.

### Filocolo(1336-1339)
Il Filocolo (secondo un'etimologia approssimativa «fatica d'amore») è un romanzo in prosa: rappresenta una svolta rispetto ai romanzi delle origini scritti in versi. La storia ha come protagonisti Florio, figlio di un re saraceno, e Biancifiore (o Biancofiore), una schiava cristiana abbandonata da bambina. I due fanciulli crescono assieme e da grandi, in seguito alla lettura del libro di Ovidio Ars Amandi s'innamorano, come era successo per Paolo e Francesca dopo avere letto Ginevra e Lancillotto. Tuttavia il padre di Florio decide di separarli vendendo Biancifiore a dei mercanti. Florio decide quindi di andarla a cercare e dopo mille peripezie (da qui il titolo Filocolo) la rincontra. Infine, il giovane si converte al cristianesimo e sposa la fanciulla.

### Teseida delle nozze d'Emilia(1339-1340)

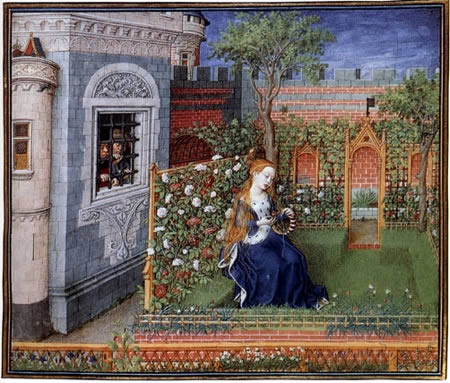
Emilia nel roseto, manoscritto francese del 1460 ca.

Il Teseida è un poema epico in ottave in cui si rievocano le gesta di Teseo che combatte contro Tebe e le Amazzoni e che quindi attinge al ciclo tebano. L'opera costituisce il primo caso in assoluto nella storia letteraria in lingua italiana di poema epico in volgare e già si manifesta la tendenza di Boccaccio a isolare nuclei narrativi sentimentali, cosicché il vero centro della narrazione finisce per essere l'amore dei prigionieri tebani Arcita e Palemone, molto amici, per Emilia, regina delle Amazzoni e cognata di Teseo; il duello fra i due innamorati si conclude con la morte di Arcita e le nozze tra Palemone ed Emilia. Il poeta si propone di dare per primo alla letteratura italiana un poema epico all'altezza dell'Eneide virgiliana. La vivezza della vicenda amorosa spicca, come di consueto; ma la narrazione è appesantita e resa arida dalle preoccupazioni retoriche ed erudite.

### Comedia delle ninfe fiorentine(1341-1342)
La Comedia delle ninfe fiorentine (o Ninfale d'Ameto) è una narrazione in prosa, inframmezzata da componimenti in terzine cantati da vari personaggi. Narra la storia di Ameto, un rozzo pastore che un giorno incontra delle ninfe devote a Venere e si innamora di una di esse, Lia. Nel giorno della festa di Venere le ninfe si raccolgono intorno al pastore e gli raccontano le loro storie d'amore. Alla fine Ameto è immerso in un bagno purificatore e comprende così il significato allegorico della sua esperienza: infatti le ninfe rappresentano la virtù e l'incontro con esse lo trasformarono da essere rozzo e animalesco in uomo.

### Amorosa visione(1342-1343)
L'Amorosa visione è un poema in terzine suddiviso in cinquanta canti realizzato tra il 1342 e il 1343. La narrazione vera e propria è preceduta da un proemio costituito da tre sonetti che, nel loro complesso, formano un immenso acrostico, nel senso che essi sono composti da parole le cui lettere (vocali e consonanti) corrispondono ordinatamente e progressivamente alle rispettive lettere iniziali di ciascuna terzina del poema.
La vicenda descrive l'esperienza onirica di Boccaccio che, sotto la guida di una donna gentile perviene a un castello, sulle cui mura sono rappresentate scene allegoriche che vedono protagonisti illustri personaggi del passato. Più in dettaglio in una stanza sono rappresentati i trionfi di Sapienza, Gloria, Amore e Ricchezza, nell'altra quello della Fortuna, grazie ai cui exempla spera di portare Boccaccio alla purezza dell'anima. Dopo essersi soffermato con sfoggio di erudizione sulle bellezze degli affreschi, Boccaccio passa in un giardino dove incontra Madonna Fiammetta. I due si appartano in un luogo deserto e il poeta sta per unirsi alla donna addormentata, ma il risveglio tempestivo della donna e il fatto che questa ricordi al poeta il pericolo dell'imminente ritorno della guida prevengono l'attuarsi del gesto. Di lì a poco infatti la "donna gentil" torna affermando che il poeta potrà giungere al pieno possesso dell'amata conducendo una vita improntata ai virtuosi precetti il cui apprendimento era stato scopo essenziale del viaggio.
Inevitabile segnalare lampanti affinità e influenza non latente con i pressoché contemporanei Trionfi del Petrarca. Inoltre la precisa descrizione degli affreschi ha permesso ad alcuni critici di identificare il castello boccacciano con Castel Nuovo di Napoli, affrescato da Giotto. Se l'influenza dantesca è notevole (sia per la tematica del viaggio sia della visione), Boccaccio però si dimostra restio nel giungere alla redenzione: preferisce concludere la vicenda rinnegando l'esperienza formativa e rifugiandosi con Fiammetta nel bosco da cui era iniziata la vicenda, anche se poi il desiderio amoroso verso di lei non si compirà per l'improvvisa sparizione dell'amata.

### Elegia di Madonna Fiammetta(1343-1344)

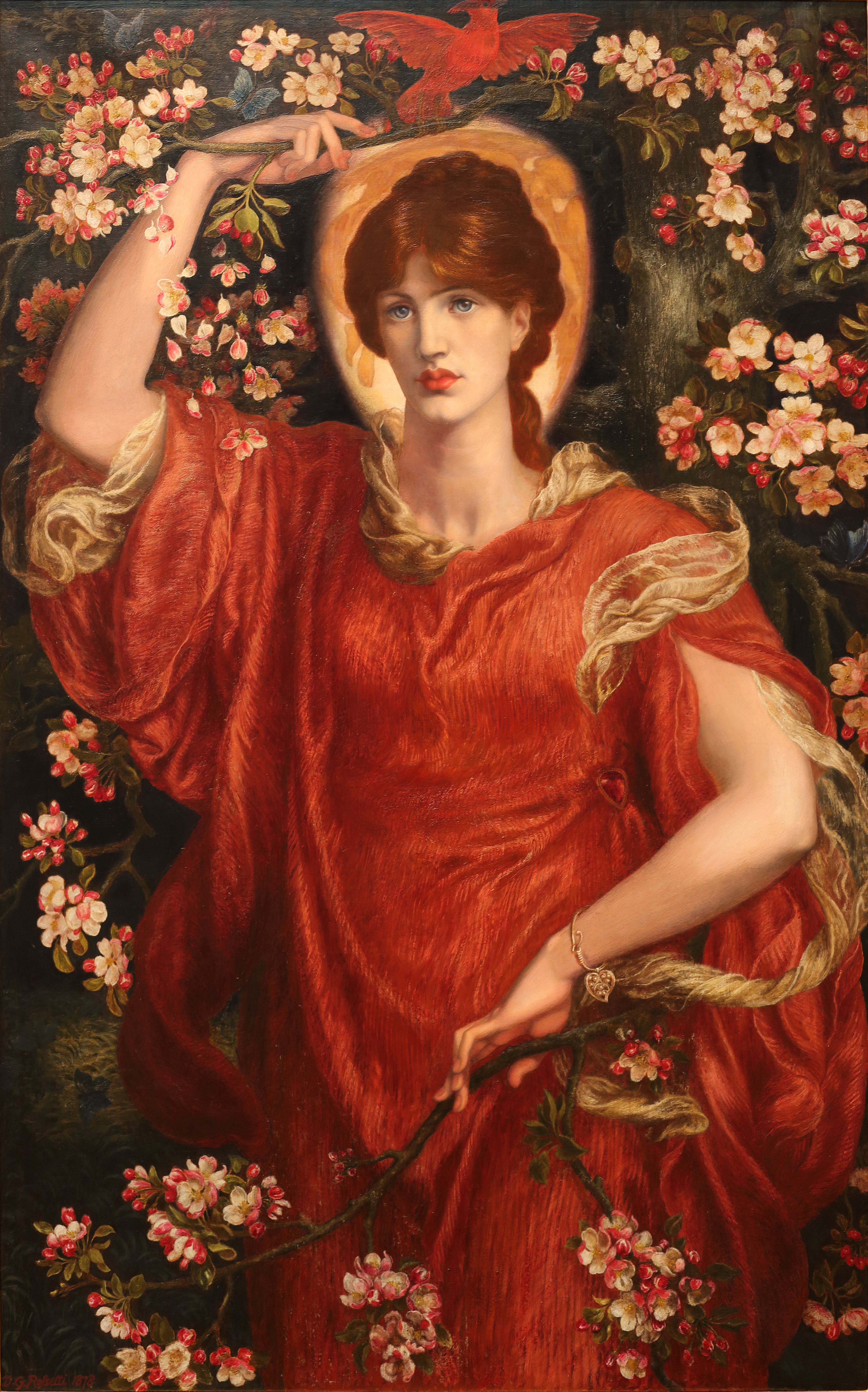
A Vision of Fiammetta, olio su tela dipinto da Dante Gabriel Rossetti, 1878

L'Elegia di Madonna Fiammetta è un romanzo in prosa suddiviso in nove capitoli che racconta di una dama napoletana abbandonata e dimenticata dal giovane fiorentino Panfilo. La lontananza di Panfilo le crea grande tormento, accresciuto dal fatto che Fiammetta è sposata e deve nascondere al marito il motivo della sua infelicità. L'opera ha la forma di una lunga lettera rivolta alle donne innamorate; la lunga confessione della protagonista consente una minuziosa introspezione psicologica. La vicenda è narrata dal punto di vista della donna, un elemento nettamente innovativo rispetto a una tradizione letteraria nella quale la donna era stata oggetto e non soggetto amoroso: essa non viene più a essere ombra e proiezione della passione dell'uomo, ma attrice della vicenda amorosa.

### Ninfale fiesolano(1344-1346)
Il Ninfale fiesolano è un poemetto eziologico in 437 ottave realizzato tra il 1344 e il 1346 che racconta le origini di Fiesole e Firenze: l'opera è un cordiale omaggio alla città di Firenze, di cui il Boccaccio cercava di attirarsi i favori. Con elegante semplicità riprende le cadenze e le formule linguistiche del cantare popolare toscano, a cui sovrappone fitti motivi di derivazione classica, specialmente da Ovidio.
Il giovane pastore Africo, che vive sulle colline di Fiesole coi genitori, sorpresa nei boschi un'adunata di ninfe di Diana, si innamora di Mensola, che, con le altre ninfe della dea, è obbligata alla castità. Vaga inutilmente a lungo alla sua ricerca. Venere, apparsagli durante il sonno, promette di aiutarlo. Della sua sofferenza e delle nascoste ragioni di tale sofferenza si accorge il padre di Africo, che con grande affetto lo ammonisce a non cercare le ninfe, ricordandogli con una storia la terribile sorte che colpisce coloro che osano sfidare la dea. Africo e Mensola, però, con uno stratagemma riescono ad amarsi ed innamorarsi. La ninfa però, resasi conto del suo errore, e del rischio in cui stava mettendo se stessa e il suo innamorato, decide di sfuggirgli. Africo, disperato, si uccide e il suo sangue cade nel fiume che poi assumerà il suo nome. La ninfa però è incinta, e nonostante si sia nascosta in una grotta, aiutata dalle ninfe più anziane, viene un giorno scoperta da Diana, che la trasforma nell'acqua del fiume che da quel giorno in poi assumerà il suo nome. Il bambino viene invece affidato ad una vecchia ninfa che lo consegnerà alla madre del povero pastore. Verrà chiamato Pruneo e sarà il reggitore della città di Fiesole, fondata da Atlante, e il capostipite di una famiglia che sarà destinata a mischiarsi con i cittadini di Firenze.

## IlDecameron

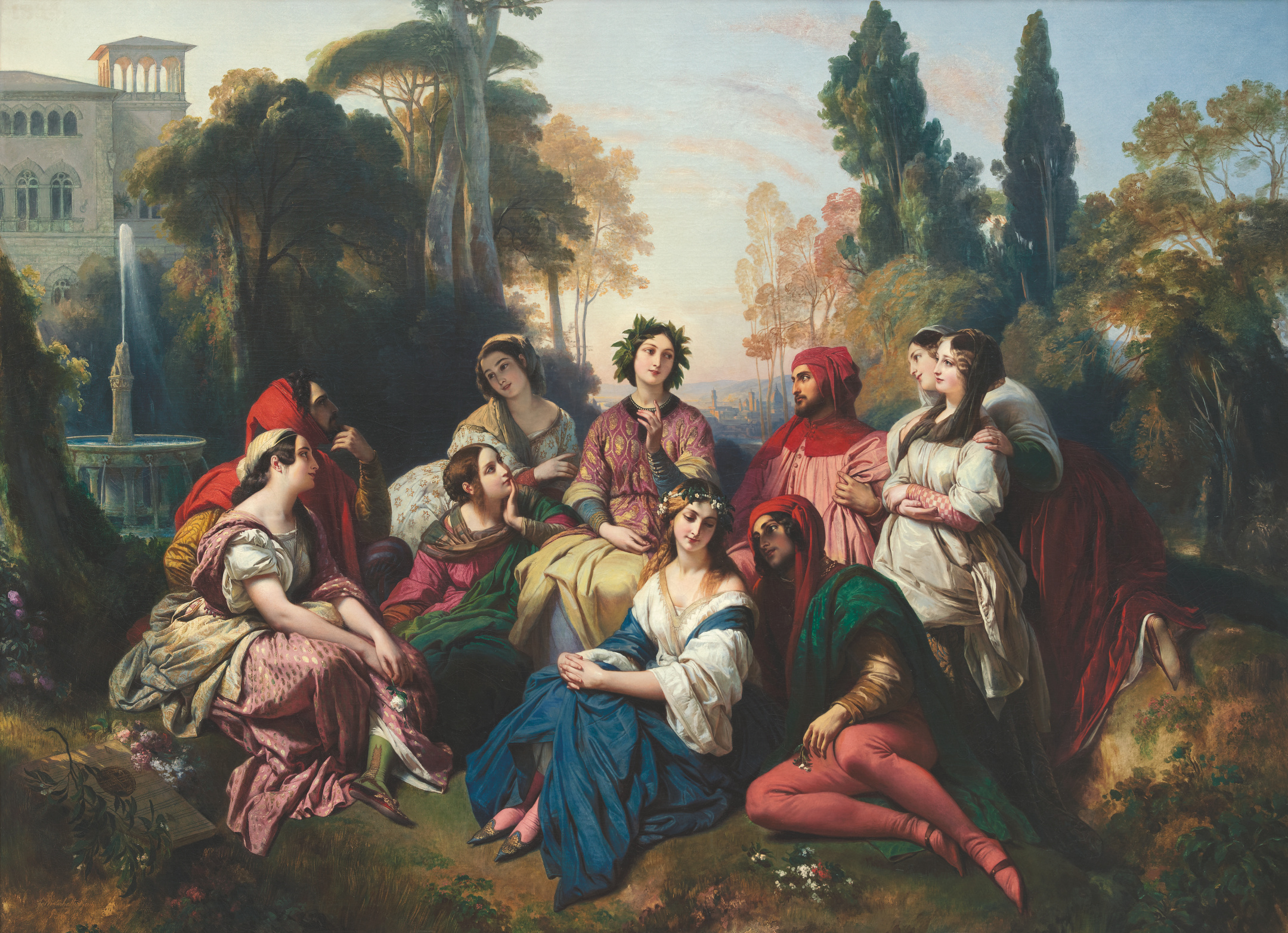
The Decameron, olio su tela del 1837 di Franz Xaver Winterhalter

Il Decameron è una raccolta di cento novelle scritta da Boccaccio nel XIV secolo, probabilmente tra il 1349 (anno successivo all'epidemia di peste nera in Europa) e il 1351 (secondo la tesi di Vittore Branca) o il 1353 (secondo la tesi di Giuseppe Billanovich). È l'opera più importante di Boccaccio, nonché una delle opere più importanti del Trecento europeo.
Il titolo fu ricalcato dal trattato Exameron di sant'Ambrogio. Il sottotitolo dell'opera è Il principe Galeotto, a indicare la funzione che il libro avrà di intermediario tra amanti. Il libro narra di un gruppo di giovani (sette ragazze e tre ragazzi) che, durante l'epidemia di peste del 1348, incontratisi nella basilica di Santa Maria Novella, decidono di rifugiarsi sulle colline presso Firenze. Per due settimane l'«onesta brigata» s'intrattiene serenamente con passatempi vari, in particolare raccontando a turno le novelle, raccolte in una cornice narrativa dove si intercavallano più piani narrativi: ciò permette al Boccaccio di intervenire criticamente su varie tematiche connesse ad alcune novelle che già circolavano liberamente.
I nomi dei dieci giovani protagonisti sono Fiammetta, Filomena, Emilia, Elissa, Lauretta, Neifile, Pampinea, Dioneo, Filostrato e Panfilo. Ogni giornata ha un "re" o una "regina" che stabilisce il tema delle novelle; due giornate però, la prima e la nona, sono a tema libero. L'ordine col quale vengono decantate le novelle durante l'arco della giornata da ciascun giovane è prettamente casuale, con l'eccezione di Dioneo (il cui nome deriva da Dione, madre della dea Venere), che solitamente narra per ultimo e non necessariamente sul tema scelto dal re o dalla regina della giornata, risultando così essere una delle eccezioni che Boccaccio inserisce nel suo progetto così preciso e ordinato. L'opera presenta invece una grande varietà di temi, di ambienti, di personaggi e di toni; si possono individuare come centrali i temi della fortuna, dell'ingegno, della cortesia e dell'amore.
Il Decameron è, secondo le parole del padre della storiografia letteraria italiana Francesco de Sanctis, «la terrestre Commedia»: in essa Boccaccio dimostra di aver saputo magistralmente affrescare l'intero codice etico dell'essere umano, costretto ad affrontare situazioni in cui si richiede l'ingegno per superare le difficoltà poste dalla Fortuna. In Boccaccio, ormai, è completamente svincolata da forze sovrannaturali, lasciandola gestire e affrontare dal protagonista. La narrazione di tematiche erotiche o sacrileghe (come per esempio quelle relative alla novella di Ferondo in Purgatorio, o di Masetto da Lamporecchio) non è giudicata moralmente dall'autore, che invece guarda con sguardo neutralmente ironico quanto possa essere ricca e variegata l'umanità.

## Opere della vecchiaia

### Trattatello in laude di Dante(1351-1365)
Opera giuntaci in tre redazioni, tutte di mano del Boccaccio: una prima redazione, nota grazie al manoscritto autografo Toledo, Biblioteca capitular, 104.6 (To), più ampia delle altre due, che sono probabilmente compendi, noti come II redazione A e B. La data di composizione è comunemente collocata tra il 1351 e il 1365. L'editio princeps, col titolo Vita di Dante, apparve nel 1477 davanti alla Divina Commedia stampata a Venezia da Giovanni e Vindelino da Spira. 
Il titolo "vulgato" aderisce perfettamente al tono di alto e quasi religioso elogio dell'opera, e, sebbene le prime pagine, dove si tocca dell'amore di Dante per Beatrice, abbiano un sapore leziosamente romanzesco, la moderna critica dantesca ha riconosciuto nel Trattatello non poche notizie autentiche attinte alla tradizione orale e apprese dalla viva voce di persone che avevano conosciuto l'Alighieri. 
Ma la rifusione del materiale biografico non è stata certo cauta e positiva, e intorno alla figura del divino poeta vibra come un alone di leggenda conforme al tipo ideale che, nell'Alighieri, Boccaccio delinea e onora come primo, augusto ed eroico cultore della poesia e della scienza. Così il Trattatello è non meno una laude di Dante che una laude della poesia. Ligio all'estetica medievale è il criterio per cui Boccaccio pone la grandezza e la bellezza della poesia nell'intimo legame di questa con la filosofia. 
Più nuovo e significativo è invece l'elogio della sapienza e dell'erudizione, aderente allo spirito intimamente laico del Convivio dantesco, ed espressione di freschi entusiasmi per l'erudizione classica. 
Caratteristica, perché ripresa più tardi dagli umanisti, è la discussione del motivo dell'utilizzo, nella Commedia, del volgare invece del latino: discussione che Boccaccio chiude ricorrendo, in sostanza, alla giustificazione di Dante, già posta innanzi per il suo Convivio, sulla decadenza degli studi liberali, la conoscenza del latino limitata ai soli letterati, la scarsa utilità di un poema scritto in latino, e la conseguente necessità, per Dante, di scrivere il suo poema "in stile atto a' moderni sensi".
L'elenco dei manoscritti della prima redazione è:
1. Città del Vaticano - Biblioteca Vaticana, Barberiniano Latino 3913
2. Città del Vaticano - Biblioteca Vaticana, Ottoboniano Latino 3316
3. Berlino, Staatsbibliothekk, Haus 2, Ms. it. fol. 152
4. Camerino, Archivio di Stato, Volume di atti del notaio Bocci (o Boni o Borri)
5. Firenze, Biblioteca Laurenziana, Laurenziano XLIII 26
6. Firenze, Biblioteca Laurenziana, Laurenziano XC sup. 63
7. Firenze, Biblioteca Laurenziana, Laurenziano XC sup. 135
8. Firenze, Biblioteca Laurenziana, Ashburnhamiano 1295
9. Firenze, BNCF, Magliabechiano VII. 1040
10. Firenze, BNCF, Magliabechiano VII. 1103
11. Firenze, BNCF, Magliabechiano IX. 120
12. Firenze, BNCF, Conventi Soppressi C. 6. 1870
13. Firenze, BNCF, Conventi Soppressi D. 1. 1293
14. Firenze, BNCF, Panciatichiano 9
15. Firenze, BNCF, Panciatichiano 21
16. Firenze, BNCF, Panciatichiano 52
17. Firenze, Biblioteca Riccardiana, Ricc. 1007
18. Firenze, Biblioteca Riccardiana, Ricc. 1029
19. Firenze, Biblioteca Riccardiana, Ricc. 1050
20. Firenze, Biblioteca Riccardiana, Ricc. 1054
21. Firenze, Biblioteca Riccardiana, Ricc. 1070
22. Firenze, Biblioteca Riccardiana, Ricc. 1079
23. Firenze, Biblioteca Riccardiana, Ricc. 1116
24. Firenze, Biblioteca Riccardiana, Ricc. 1120
25. Londra, British Library, Add. Mss. 59615
26. Londra, British Library, Egerton 1045
27. New York, Pierpont Morgan Library, Ms. già Feltrinelli Collection
28. Oxford, Bodleian Library, Canoniciano italiano 292
29. Oxford, All Souls College Library, Cod. 197
30. Padova, Biblioteca del Seminario Vescovile, Cod. 128
31. Parigi, Bibliothèque Nationale, Italien 78
32. Roma, Accademia dei Lincei, 44.B.5
33. Roma, Accademia dei Lincei, 44.D.7
34. Roma, Accademia dei Lincei, 44.G.10
35. Siena, Biblioteca Comunale degli Intronati, K.X.57
36. Strasburgo, Bibliothèque Universitaire et Régionale, cod. 206
37. Toledo, Biblioteca Capitular, cod. 104, 6, riconosciuto come autografo del Boccaccio
38. Venezia, BNM, 6715 (It. X. 12)
39. Venezia, BNM, 6846 (It. XI. 36)
40. Wellesley, Wellesley College Library. Plimpton Collection, 751

A questi si aggiunge il ms. Ambrosiano A 302 sup. segnalato da Petoletti.

### Corbaccio(1355-1366)
Opera di datazione incerta (tra il 1355 e il 1366), così com'è incerto anche il significato del titolo: è possibile che venga da corvo simbolo della cattiveria, l'uccello che becca gli occhi delle prede di cui si ciba, in questo caso sta a rappresentare l'amore che acceca e rovina; oppure deriva dallo spagnolo corbacho, cioè scudiscio, che riporta al carattere prettamente satirico dell'opera.
La narrazione è incentrata sull'invettiva contro le donne. Il poeta, illuso e rifiutato da una vedova, sogna di giungere in una selva (che richiama il modello dantesco) nella quale gli uomini che sono stati troppo deboli per resistere alle donne vengono trasformati in bestie orribili: il Laberinto d'amore o il Porcile di Venere. Qui incontra il defunto marito della donna che gli ha spezzato il cuore, il quale dopo avergli elencato ogni sorta di difetto femminile, lo spinge ad allontanare ogni suo pensiero da esse lasciando più ampio spazio ai suoi studi, che invece innalzano lo spirito.
Questa satira si basa in particolare sulla concezione medievale (quando addirittura si metteva in dubbio che la donna potesse avere un'anima), e tutto il pensiero giovanile del Boccaccio viene capovolto. La notazione misogina appare in alcuni passi della sua "Esposizione sopra la Comedia", ma anteriormente già nella satira VI di Giovenale. Soprattutto nel Decameron, infatti, l'amore era visto al naturale, come forza positiva e incontrastabile e quelle opere stesse erano dedicate proprio alle donne, un pubblico non letterato da allietare con opere gradevoli; ora invece l'amore è visto come causa di degrado e le donne sono respinte in nome delle Muse, emblema di una letteratura più elevata e austera.
Questo capovolgimento è da attribuire in particolar modo ai turbamenti religiosi propri di Boccaccio negli ultimi periodi della sua vita e il trasporto maggiore che egli ebbe per una letteratura di alto livello, i cui destinatari non potevano che essere solo ed esclusivamente dotti.

### Genealogia deorum gentilium(1360-1368)
È un ampio trattato di mitologia in lingua latina in quindici libri inteso a illustrare le discendenze degli dei greci e latini. È un'opera scientifica, una delle prime manifestazioni dello spirito filologico dell'Umanesimo: Boccaccio cerca di interpretare il mito e appoggia la sua interpretazione citandone la fonte bibliografica. Nel XV libro Boccaccio mostra il legittimo orgoglio di poter leggere i testi in lingua greca senza alcuna intermediazione, per aver studiato la lingua di Omero con il greco Leonzio Pilato. La sua conoscenza della lingua greca rimase tuttavia elementare, per cui gli errori, nelle sue trascrizioni di Omero, sono numerosi.
Boccaccio, d'altra parte, non aveva seguito neppure corsi regolari di latino; ebbe per poco tempo come maestro Giovanni di Domenico Mazzuoli da Strada, dal quale apprese soltanto i primi elementi della grammatica; ma il padre, desideroso di fare del figlio un mercante, lo distolse ben presto da quegli studi, cosicché studiò gli autori latini e tentò d'interpretarli come meglio poté solo in età adulta, da solo e senza maestri. Non sorprende pertanto che i modelli del suo latino furono sì i grandi autori classici, ma anche gli scrittori medioevali o quelli della tarda latinità dai quali attinse largamente, ma non fu in grado di discernere ciò che era antico da ciò che era moderno, riportando nei suoi scritti un materiale linguistico eterogeneo. Nonostante le inevitabili difficoltà espressive, i periodi scorrono fluidi e armoniosi, e tanti episodi (per esempio, quello di Psiche, l'inno alla Vergine, la satira contro i giuristi e gli ecclesiastici, la difesa della poesia e dei poeti, la rievocazione dei suoi studi o della sua giovinezza) non hanno nulla da invidiare alle pagine più belle delle opere giovanili o del Decameron.
Per quanto concerne i contenuti delle tradizioni mitologiche, Boccaccio non prende quasi mai posizione e si limita a registrare con equanimità le varianti più diverse, senza valutarne la verosimiglianza o perfino l'evidente erroneità. Non deve sorprendere pertanto che Boccaccio sia incorso spesso in fraintendimenti quali quello di aver ritenuto padre di tutti gli dei Demogorgone, in realtà la corruzione del termine greco indicante il Demiurgo, o di aver identificato le Muse nelle Hymnides, verosimile corruzione del greco Nymphai.
La Genealogia deorum gentilium fu pubblicata nell'editio princeps da Vindelino da Spira nel 1472 e fu tradotta in volgare dall'umanista Giuseppe Betussi nel 1547.

### De casibus virorum illustrium(1355-1360)

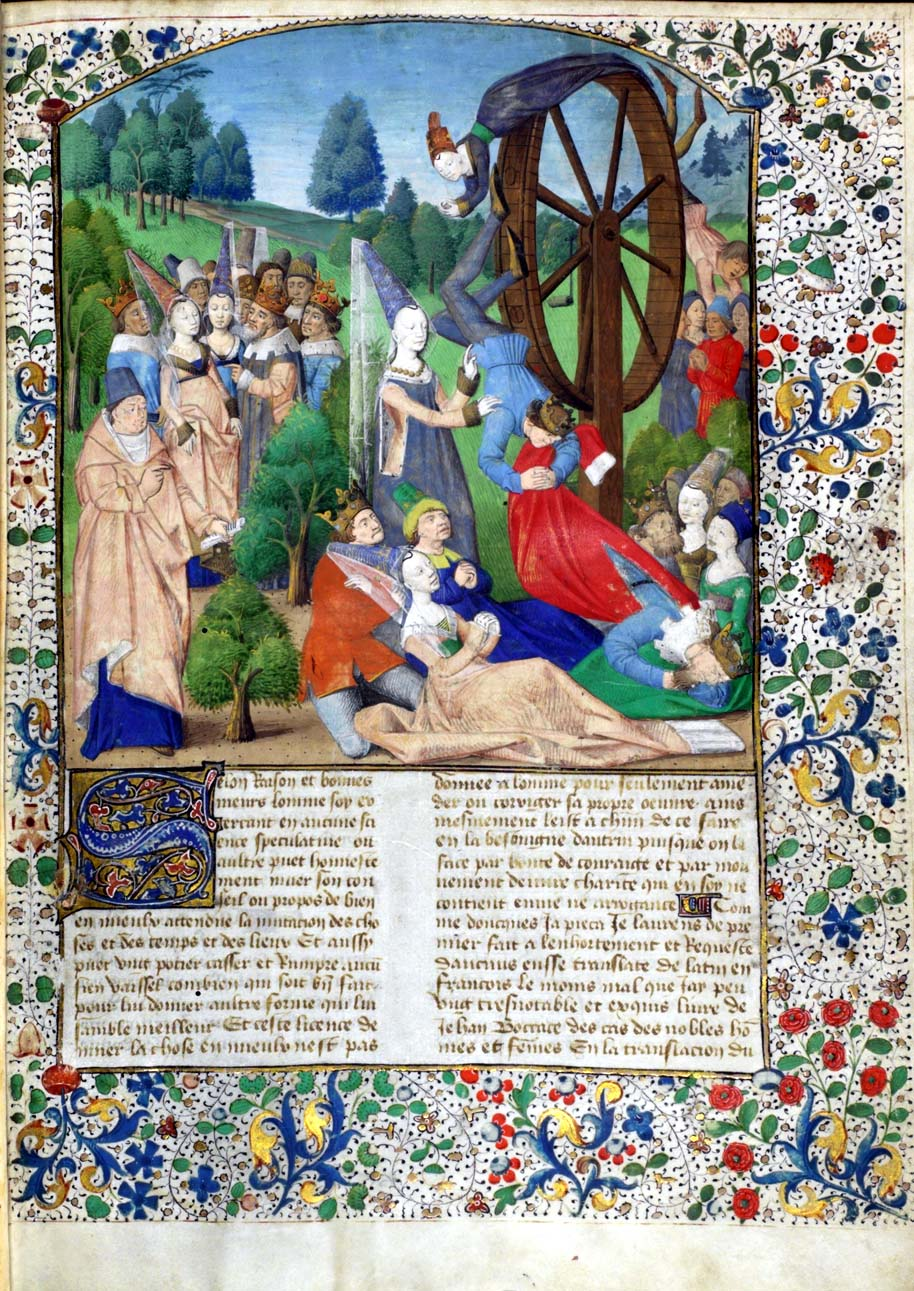
Illustrazione dal manoscritto del De casibus virorum illustrium

Nell'opera, composta in gran parte tra il 1355 e il 1360, Boccaccio elenca, in una lunga trattazione in prosa latina, le vicende di svariati personaggi illustri della storia, da Adamo fino ai suoi tempi.

### De mulieribus claris(1360-1362)
Quest'opera, scritta tra il 1360 e il 1362 (ampliata e rifusa negli anni successivi) contiene la biografia di 106 donne illustri di tutti i tempi, accomunate da una celebrità raggiunta per insolite virtù o eccezionali depravazioni. Si può considerare come un complemento delle Sventure degli uomini illustri. Boccaccio stesso confessa che alla composizione influì l'esempio dato dal Petrarca col trattato De viris illustribus. 
Varie sono poi le fonti alle quali ha attinto: Igino, Isidoro di Siviglia, Valerio Massimo, Virgilio, Ovidio e Tacito, autore invece sconosciuto dal Petrarca. 
Al contrario del Decameron, nel De mulieribus viene riconosciuta la dignità non solo delle donne “gentili”, ma anche a quelle come Leena, che, dedite ad un mestiere infame, hanno comunque un animo nobile.
L'opera è dedicata ad Andrea Acciaiuoli, sposa in seconde nozze a un conte di Altavilla e sorella di Niccolò Acciaiuoli, appartenente a una famiglia di fiorentini residente a Napoli. 
Le vite delle donne illustri si rifacevano a modelli antichi e terminavano con la storia di Giovanna, regina di Napoli. Il De mulieribus divenne ben presto celebre nelle corti d'Oltralpe, dove veniva donato alle principesse come modello di virtù e venne tradotto in francese già a partire dal 1401.

### Esposizioni sopra la Comedia(1373)
Sono delle riflessioni ed analisi che Boccaccio fece sulla Divina Commedia di Dante Alighieri durante i suoi ultimi anni di vita.